# Distretto di Hlusk
Il distretto di Hlusk (in bielorusso Глускі раён?) è un distretto (raën) della Bielorussia appartenente alla regione di Mahilëŭ.